# 2,6,10-三甲基十二烷
2,6,10-三甲基十二烷是一种有机化合物，化学式为C15H32，它是十五烷的同分异构体之一。它可由金合欢烯或金合欢醇的催化加氢反应制得。它可以用作燃料。